# Lennart G. Svensson
Lennart Svensson, född 27 februari 1944, är en svensk sociolog och professor emeritus i sociologi vid Göteborgs universitet. Han disputerade där 1978 på en doktorsavhandling om universitetshistoria. Han var sedan huvudsakligen verksam som forskare, lärare och handledare vid Institutionen för sociologi och arbetsvetenskap vid Göteborgs universitet. Han befordrades till professor i sociologi 2002 och var också anställd som professor II vid Högskolan i Oslo 2005–2006.
Lennart Svenssons forskning har legat inom arbets-, utbildnings-, yrkes- och främst professionssociologi. Som emeritus har han forskat inom organisations-, yrkes- och professionssociologi. Han har varit engagerad i internationella nätverk i professionsstudier t.ex. som ledamot av Europeiska sociologförbundets styrelse 2003–2007.
År 2019 mottog Lennart Svensson pris till Gerda Höjers minne på TAM-arkiv.
Bibliografi i urval:
- Det professionella samhällets framväxt. (red.) Thomas Brante, Kerstin Svensson & Lennart G. Svensson. Lund: Studentlitteratur 2019.

- Ett professionellt landskap i förvandling. (red.) Thomas Brante, Kerstin Svensson & Lennart G. Svensson. Lund: Studentlitteratur 2019.

- Professionerna i kunskapssamhället. En jämförande studie av svenska professioner. Thomas Brante, Eva Johnsson, Gunnar Olofsson, Lennart G. Svensson. Lund: Studentlitteratur 2015.

- Professionella villkor och värderingar. En sociologisk studie av akademiker i 1990-talets Sverige. Lennart G. Svensson (2002).

- Socialvetenskaplig tidskrift Vol 18 Nr 4 (2011) redaktör Lennart G. Svensson

- Från bildning till utbildning. Universitetens omvandling från 1100-talet till 1970-talet. Lennart Svensson (avhandling 1978) Sociologiska institutionen, Göteborgs Universitet.

## Pris och utmärkelser
- 2019: Gerda Höjers pris[2]